# 유나이티드 프루트 컴퍼니

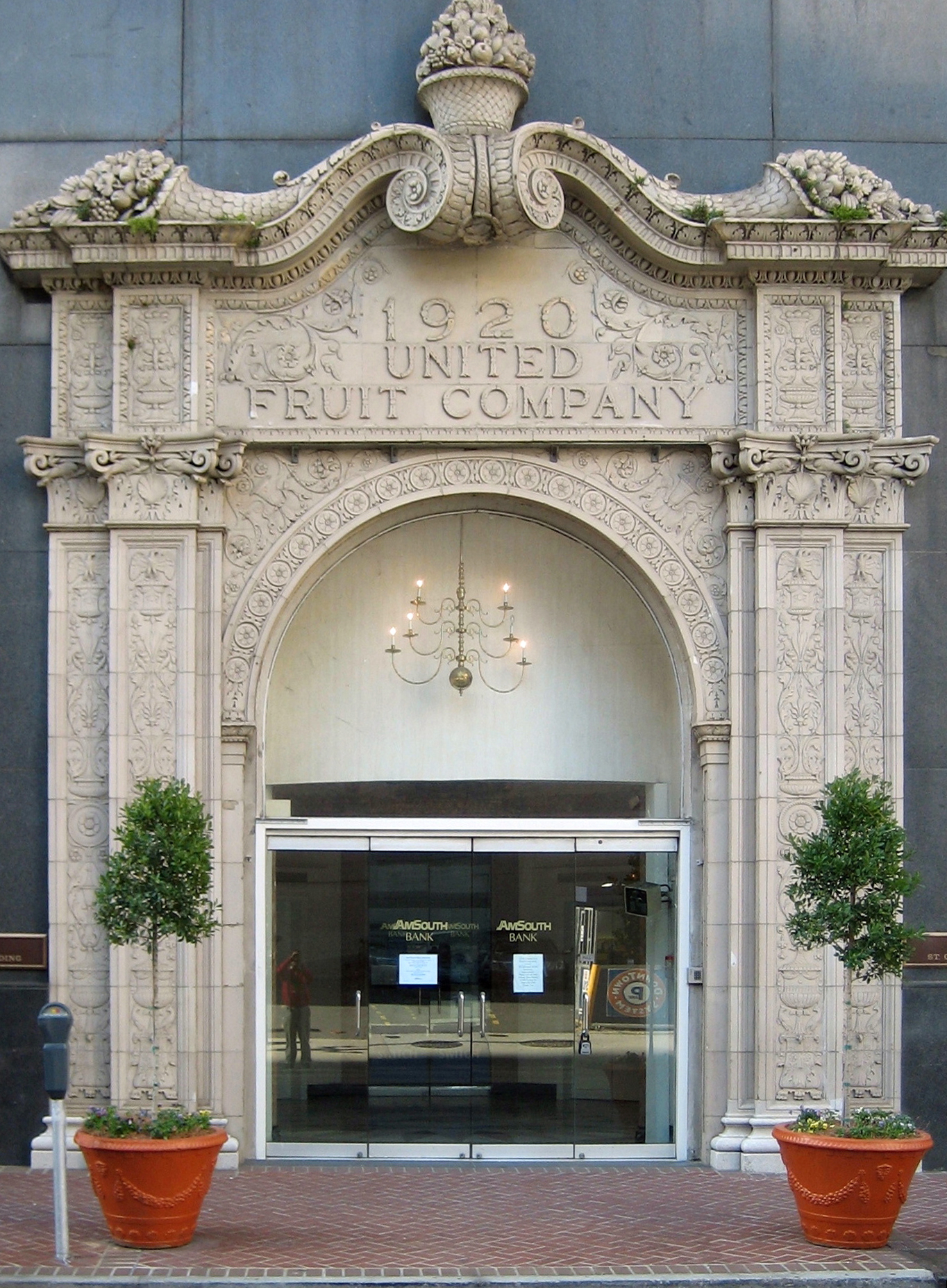

유나이티드 프루트 컴퍼니(영어: United Fruit Company)는 한때 존재했던 미국의 기업이다. 제3세계 국가의 농장에서 재배된 열대 과일 (주로 바나나)을 미국과 유럽에서 판매했다. 델몬트, 돌과 함께 악명이 높았고 후에 치키타(영어:Chiquita)로 이름을 바꾼다.

## 같이 보기
- 바나나 공화국